# Estudi XX Cor
L'Estudi XX-Cor de Terrassa és una formació de cambra, creada l'any 1999, per Rosa Maria Ribera, amb la intenció de treballar la música vocal del segle xx. Els seus membres són essencialment estudiants de cant de grau mitjà i superior, o cantaires amb gran experiència vinculats des de fa anys al món coral.